# Thorens
Thorens ist ein in der Schweiz gegründeter Hersteller von Komponenten der Unterhaltungselektronik, der insbesondere durch hochwertige Plattenspieler weltweit bekannt wurde. Zuletzt wechselte das Unternehmen seinen Sitz nach Bergisch Gladbach, Deutschland.

## Unternehmensgeschichte

### Die Anfänge
Das Unternehmen wurde 1883 von Hermann Thorens (1856–1943) in Sainte-Croix, einer kleinen Gemeinde im Schweizer Jura (Kanton Waadt) in der Nähe des Neuenburgersees (Lac de Neuchâtel), gegründet. Der Familienbetrieb stellte anfangs Spieldosen und Musikwerke her. 1903 begann Thorens mit der Fertigung von Edison-Phonographen.

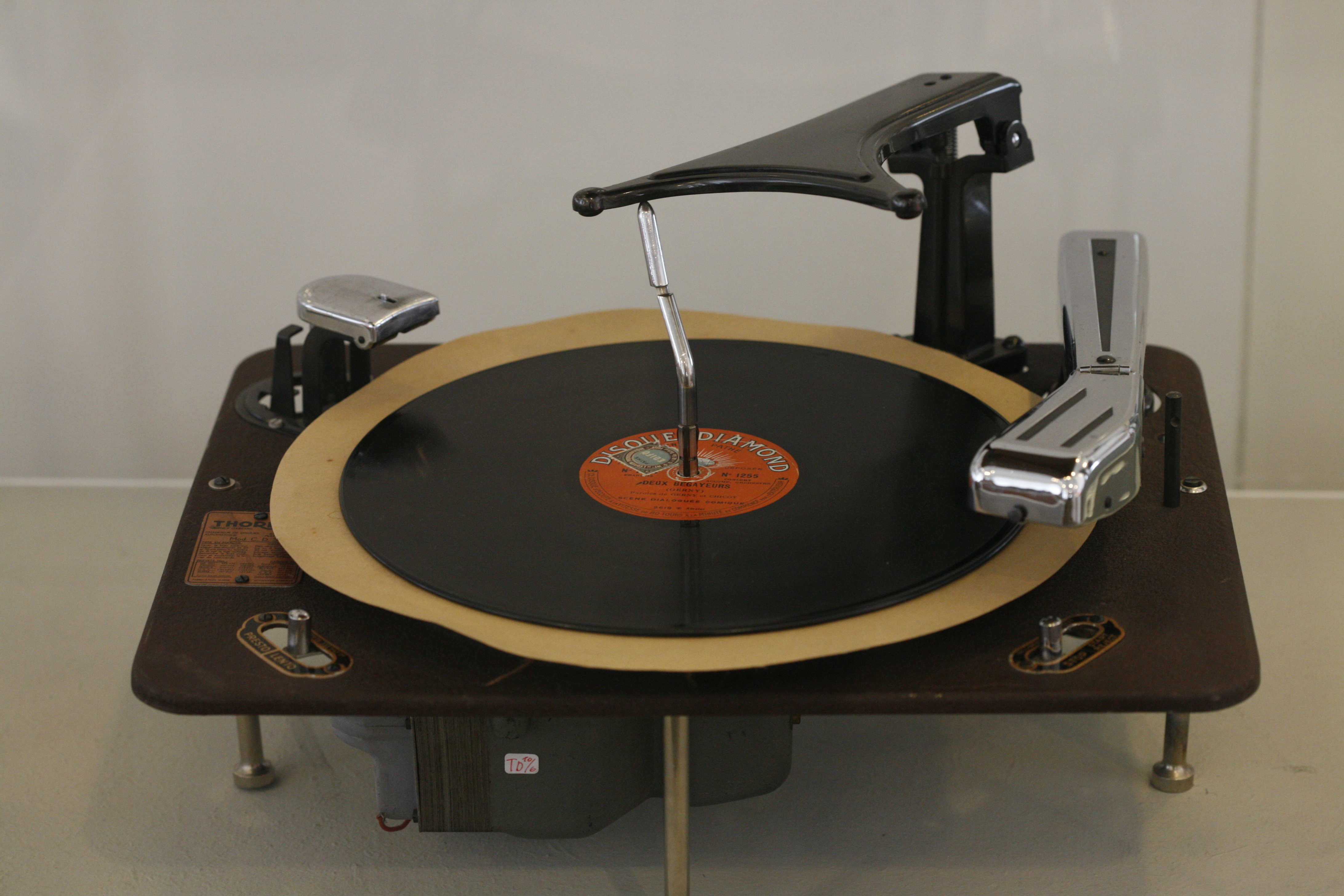
Thorens-Plattenspieler im CIMA, Sainte Croix

Nachdem bei der benachbarten Firma Paillard bereits seit 1904 Grammophone entstanden, wurde 1906 auch bei Thorens die Produktion auf die Herstellung von Horngrammophonen für die Wiedergabe von Schellackplatten umgestellt. Insgesamt wurden etwa drei Millionen Grammophone gebaut und verkauft, zuletzt als Koffer-Geräte. Daneben stellte Thorens auch Mundharmonikas (bis 1952) und Feuerzeuge (bis 1964) her.
1927 wurde der Familienbetrieb in eine Aktiengesellschaft umgewandelt und bereits ein Jahr später gab es erste Patentschriften über den elektrischen Direktantrieb des Plattentellers bei Grammophonen. 1930 wurden bereits 1200 Mitarbeiter beschäftigt. Neben den Grammophonen wurden in Zusammenarbeit mit der deutschen Firma Stassfurt-Imperial hochwertige Rundfunk-Empfangsgeräte hergestellt.
Im Jahr 1937 stellte Paillard den Ingenieur Edouard Thorens ein, der einem von ihm entwickelten Plattenspieler seinen Namen gab. So wurde Paillard zur Geburtsstätte der Thorens-Plattenspieler. Anfang der 1940er Jahre begann Thorens mit der Entwicklung und Herstellung kompletter Schallplatten-Schneideanlagen sowie Vertonungs- und Verstärkeranlagen für Kinos. Firmengründer Hermann Thorens starb 1943.

### Die 1950er und 1960er Jahre
In den folgenden Jahren entstanden verschiedene Plattenspieler und Plattenwechsler, mit denen Thorens auch in den USA Fuß fassen konnte. Darunter waren auch Entwicklungen wie der "Symphony" CD 50, ein Plattenwechsler mit zwei Motoren, der in der Lage war, Schallplatten – ohne diese von Hand zu wenden – von beiden Seiten abzuspielen.
Ab 1933 wurde die Lizenzproduktion von deutschen Imperial-Rundfunkgeräten aus Staßfurt aufgenommen. Die Produkte wurden durch Alpa-Radio in Zürich vertrieben. Ab 1936/37 erlosch der Lizenzvertrag; bis 1940 stellte Thorens eigene Radios her. 1946 wurde ein Projekt von Tavaro SA Genf übernommen. Daraus entstand 1949 die Musikanlage "New Century", die bis 1957 besonders im Ausland verkauft wurde. Dabei handelte es sich um ein Rundfunkgerät mit kabelgebundener Fernbedienung. Dieses Bedienteil war kaum größer als ein Buch und enthielt den Empfangsteil mit der Senderskala und den Bedienknöpfen; die „Schallwand“ umfasste den Verstärker und Lautsprecher. Im gleichen Jahr wurde auch der kompakte Phonokoffer „Vedette“ vorgestellt. Etwa Mitte der 50er Jahre entstand der Thorens „Riviera“, ein mechanischer Rasierapparat mit Federwerkantrieb.

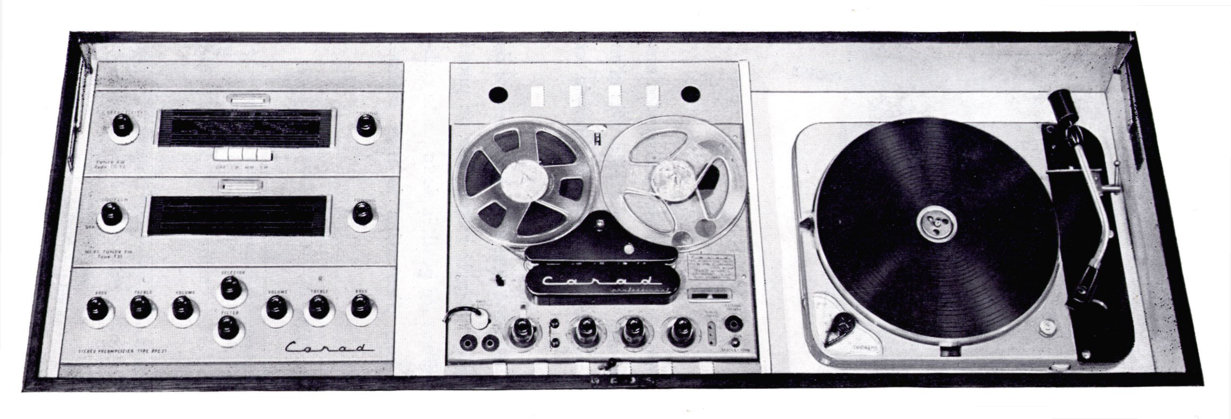
Kompaktanlage „Carad Pro Arte“ mit Thorens TD 124

1957, ein Jahr vor der Einführung der Stereo-Schallplatte, wurde mit dem TD 124 ein hochwertiger Plattenspieler für private Musikliebhaber und für den professionellen Einsatz in Tonstudios und beim Rundfunk präsentiert, der als einer der ersten über ein wechselbares Tonarmbrett (Patent CH343667) für die Montage verschiedener Tonarme (von 9 bis 12 Zoll) verfügte. Das Laufwerk war mit einem zweiteiligen Plattenteller ausgestattet, bei dem der untere Teil als Schwungrad und das topfförmige Oberteil als eigentlicher Plattenteller diente. Dieser konnte über einen einfachen Kupplungsmechanismus von dem ständig laufenden Schwungrad getrennt werden. Beim Einkuppeln erreichte der Plattenteller sofort seine Nenndrehzahl von 16⅔ min−1, 33⅓ min−1, 45 min−1 oder 78 min−1. Der Antrieb des Schwungrades erfolgte über eine Kombination aus Riemenantrieb und Reibrad, wobei das am Innenteller anliegende Gummireibrad für eine zusätzliche Reduzierung der Tellerresonanzen sorgt und somit für den hervorragenden Klang des Laufwerks mit verantwortlich ist. Durch den 4,5 kg + 0,6 kg schweren Innen- und Außenteller sowie durch seine Antriebskonzeption (Motor + Antriebsriemen + Zwischenrad + Reibrad) hat das Laufwerk auch im Vergleich mit heutigen Spitzenlaufwerken sehr niedrige Gleichlaufschwankungen. Der 220-V-Reluktanzmotor leistete zehn Watt, die Regelung erfolgte über die Wechselstromfrequenz von 50 Hertz. Wegen des hohen Drehmoments wurde das Laufwerk auch als Antrieb für Schallplatten-Schneidemaschinen eingesetzt. Aufgrund seines aufwändigen Druckguss-Chassis und der komplizierten Mechanik war der TD 124 auch fertigungstechnisch sehr anspruchsvoll. Ab 1966 bot Thorens den „TD 124 II“ an, eine leicht veränderte Version des Vorgängermodells. Die Aufhängung des Motors wurde durch zusätzliche Gummiteile besser vom Gehäuse abgekoppelt, was für eine verbesserte Laufruhe sorgte. Weiterhin wurde das Design des Bedienknopfes geändert, auch war das Chassis ab jetzt grau lackiert. Besonders der „TD 124 II“ ist bis heute aufgrund seiner technischen und klanglichen Vorzüge ein äußerst beliebtes Laufwerk, für das von spezialisierten Firmen wie Riverside, Schopper oder Norma Hylee Tech u. a. aufwändige Zargen hergestellt werden. Auf der technischen Grundlage des TD 124 entstanden in den folgenden Jahren weitere Plattenspieler nach dem gleichen zweistufigen Antriebsprinzip, die sich in Preis und Ausstattung voneinander unterschieden (TD 134, TD 135, TD 184). 1962 wurde die Thorens S.A. in Sainte-Croix von Paillard in Yverdon übernommen, deren Inhaber miteinander verwandt waren. Mit 6000 Mitarbeitern galt Paillard damals als das größte Unternehmen in der Westschweiz. Paillard stellte zu diesem Zeitpunkt u. a. die Bolex-Kameras her. Im gleichen Jahr präsentierte Thorens mit dem TDW 224 „Studiomatic“ einen technisch sehr komplexen Plattenwechsler auf der Basis des TD 124.

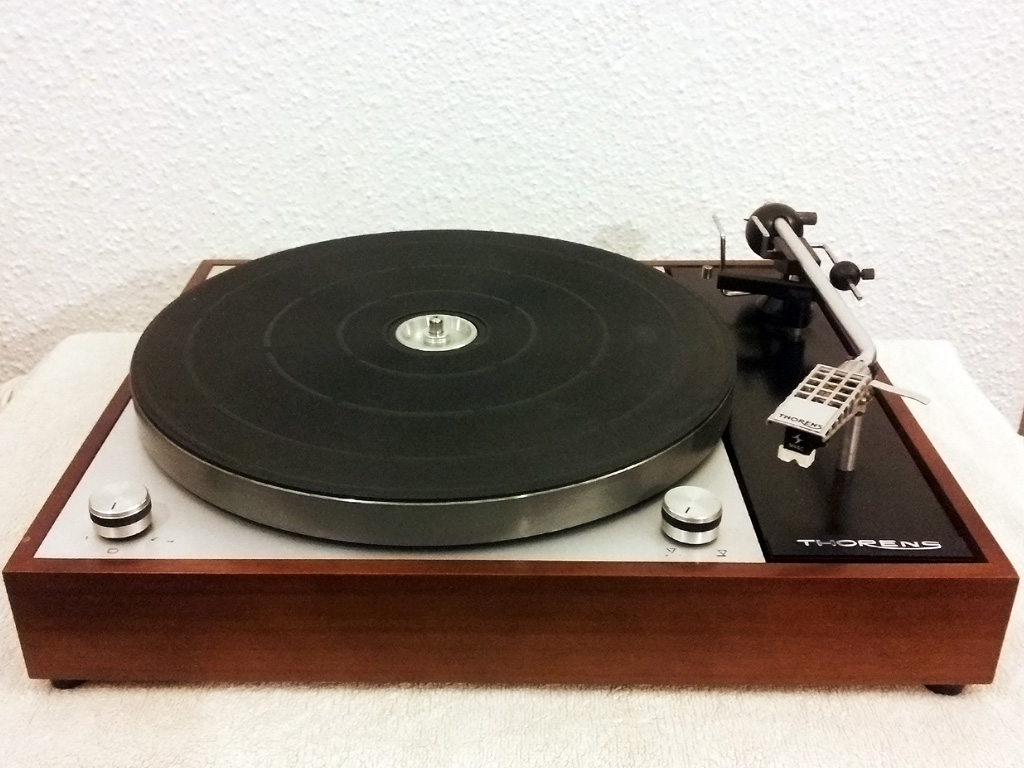
Thorens TD150 MkII mit TP13a-Tonarm

1965 führte Thorens mit dem kompakten TD 150 den einstufigen Riemenantrieb ein. Die Besonderheit dieses Plattenspielers war sein zweiteiliges Chassis. Bei dieser Bauart auf der Grundlage eines Patents der amerikanischen Firma Acoustic Research befinden sich der Tonarm und das Plattentellerlager auf einem schwimmend gelagerten Subchassis, das Erschütterungen und Vibrationen abfedert. Dieses Subchassis wurde in den folgenden Jahren zu einem Konstruktionsmerkmal der Thorens-Plattenspieler. Bis heute werden Thorens-Plattenspieler, die nach diesem Prinzip aufgebaut sind, gefertigt. Der Schotte Ivor Tiefenbrun übernahm Anfang der 1970er-Jahre die Konstruktion des TD 150 als Grundlage für den Linn „Sondek LP 12“, der bis heute nach diesem Prinzip gebaut wird.
Nachdem die Zusammenarbeit mit Paillard beendet war, nahm die Thorens-Franz AG am 1. Juli 1966 den Geschäftsbetrieb auf. Auf der Grundlage eines Lizenzvertrags zwischen Paillard und der Firma EMT Wilhelm Franz GmbH wurden die Plattenspieler nun im Gerätewerk Lahr (Lahr/Schwarzwald) gefertigt. Die immer noch in Sainte-Croix ansässige Vertriebsfirma Thorens S.A. wurde nach Wettingen (Schweiz, Kanton Aargau) verlegt und in Thorens-Franz AG umbenannt.
Im Jahr 1968 lief die Produktion des TD 124 aus und mit dem TD 125 wurde ein neu entwickelter Nachfolger eingeführt. Bis zu diesem Zeitpunkt wurden knapp 95.000 Plattenspieler des Typs „TD 124 I + II“ gebaut. Wie schon zuvor der TD 150 war auch der TD 125 mit einem gefederten Subchassis ausgestattet. Der Riemenantrieb des neuen Plattenspielers verfügte über eine elektronische Motorregelung und drei Drehzahlen (16⅔ min−1, 33⅓ min−1 und 45 min−1). Die mittlerweile ebenfalls im badischen Lahr beheimatete Firma EMT, die kurz zuvor die Mehrheit der Vertriebsfirma Thorens S. A. aufgekauft hatte, nutzte das hohe Entwicklungspotenzial dieses Plattenspielers, um 1971 den EMT 928, ein professionelles Studiolaufwerk zu entwickeln.

### Die 1970er Jahre

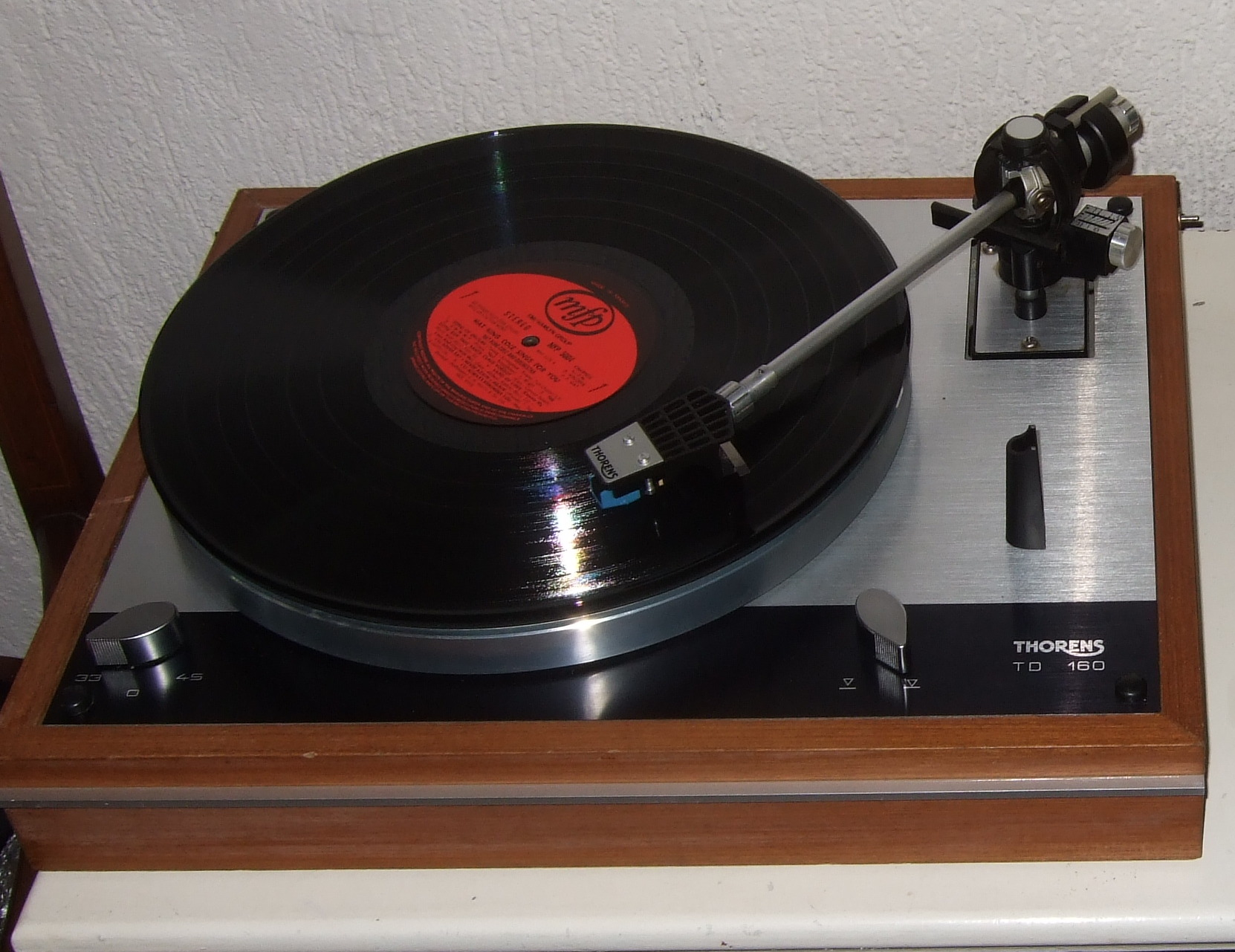
Der Thorens TD 160

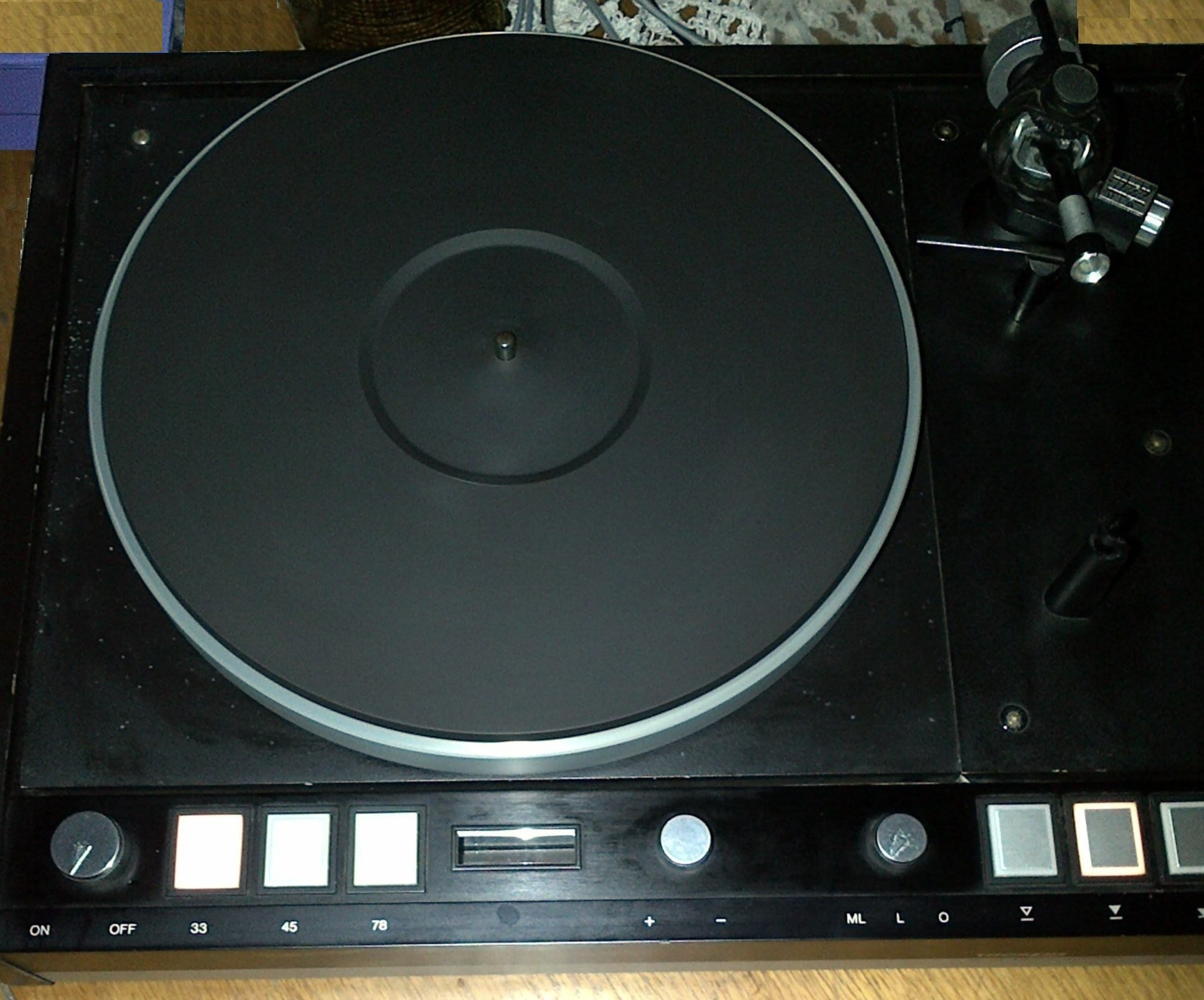
Thorens TD 126 Mk III mit TP16 MK III-Tonarm (ohne Tonarmendrohr)

Der 1972 vorgestellte TD 160 stellte die Grundlage einer ganzen Laufwerksgeneration dar, die bis weit in die 1990er-Jahre hinein gebaut wurde. In der Grundkonstruktion mit Subchassis und Riemenantrieb war er identisch mit dem TD 150. Das Gehäuse war überarbeitet und vergrößert worden und den Tonarm TP 16 hatte man vom TD 125 übernommen. Der TD 160 mit seinen Folgegenerationen wurde mit einer kurzen Unterbrechung über 20 Jahre lang gebaut. Da der eigene Tonarm TP 16 (Mk II und III) sehr leicht ist und sich deshalb hauptsächlich für MM-Systeme mit hoher Nadelnachgiebigkeit eignet, war das Laufwerk mit Tonarmen anderer Hersteller oder nackt mit verschiedenen Tonarmbrettchen zu erhalten. Heute wird es in einer Neuauflage, die mit RDC-Elementen ausgestattet ist, von der „neuen“ Firma Thorens gebaut.
1976 erschien der TD 126. Der Nachfolger des TD 125 war ebenfalls auch für den professionellen Einsatz konzipiert. Die bewährten Konstruktionsmerkmale, beispielsweise das an drei Kegelfedern aufgehängte Subchassis, wurden übernommen und weiter verbessert. Die modular aufgebaute Antriebs- und Steuerelektronik war auf höchste Zuverlässigkeit ausgelegt. Bei der dritten Generation dieses Plattenspielers (Mk III) hatte man den bewährten Tellerantrieb mittels Wechselstrom-Synchronmotor durch einen komplett neu entwickelten Antrieb mit einem Gleichstrommotor und lastabhängiger Tachoregelung ersetzt. Neben dem serienmäßig montierten Thorens-Tonarm konnte der TD 126 auch ab Werk mit Tonarmen verschiedener Hersteller (z. B. SME) bestückt werden.
In den 70er Jahren hatte Thorens seine Produktpalette kontinuierlich ausgebaut. Neben preiswerteren Plattenspielern wie dem TD 115 entstanden unter anderem die Dipol-Lautsprecher „Soundwall“, die Receiver AT 410 und AT 403 sowie das Cassettendeck PC 650. Außerdem wurden speziell für die eigenen Tonarme entwickelte Tonabnehmer auf Basis von Ortofon- und EMT-Systemen angeboten, die durch entsprechende Elektronik (Vorverstärker und Übertrager) ergänzt werden konnten.
Obwohl Thorens bemüht war, auch für alte Geräte Ersatzteile vorrätig zu halten, waren Mitte der 1970er-Jahre keine Motoren für den TD 124 mehr verfügbar. Aus diesem Grund entwickelte die Firma Papst 1977 speziell für diesen Plattenspieler nochmals einen neuen Wechselstrom-Synchronmotor, den sogenannten „Außenläufer“. Papst-Motoren sind leiser als Standardmotoren des TD 124 MkI, aber lauter als die besser entkoppelten E50 Motoren des TD 124 MkII.

### Die 1980er Jahre

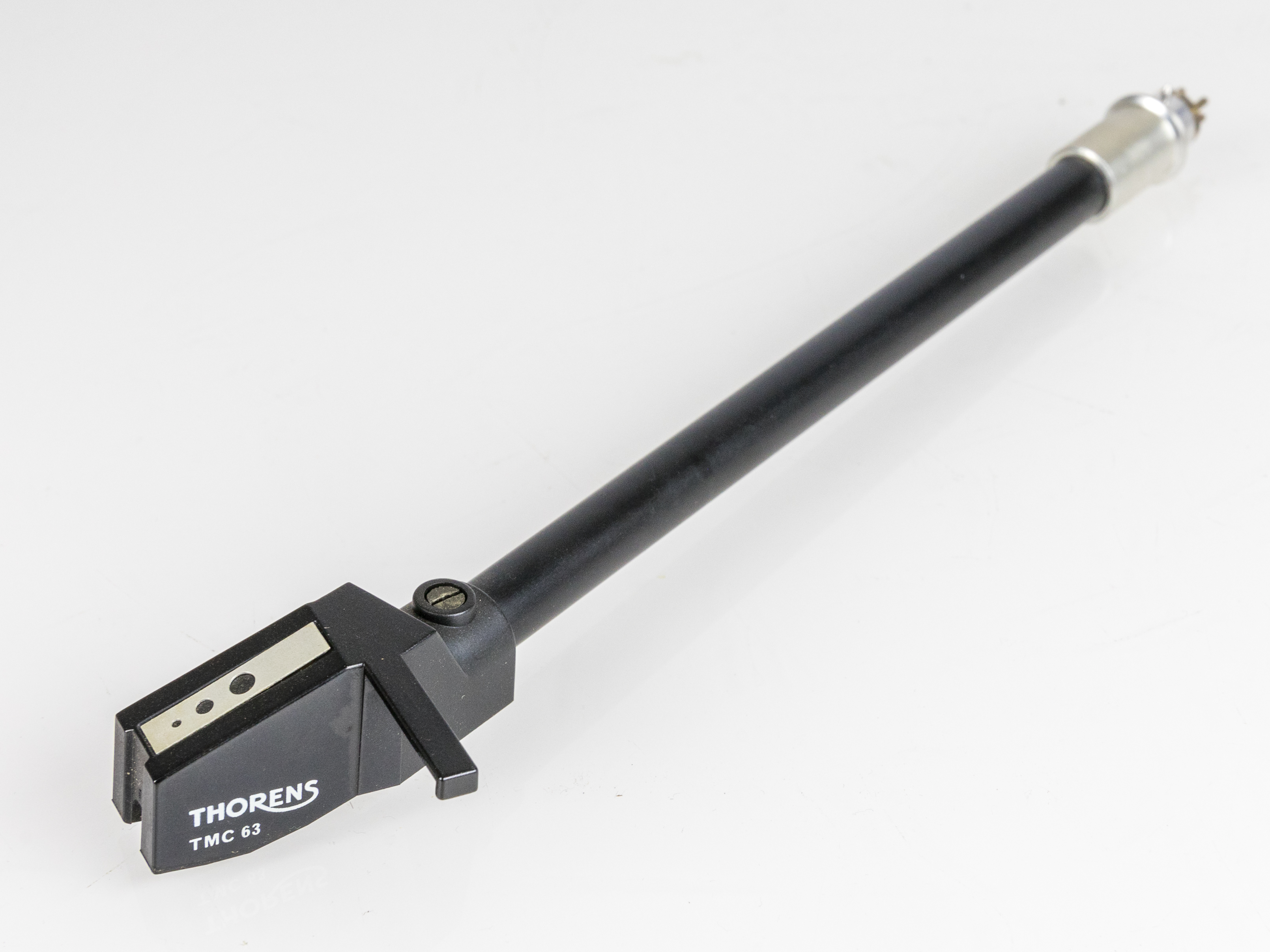
Thorens TP 16 Tonarmendrohr mit Moving Coil Tonabnehmer (dann hieß er TMC63)

1980 entstand mit dem „Reference“ das bislang größte und schwerste Thorens-Laufwerk (Gesamtgewicht etwa 90 kg). Von dem Gerät, das ursprünglich als Messplattform und Schauobjekt konzipiert worden war, konnten etwa 100 Exemplare verkauft werden. Über die genaue Produktionszahl gibt es jedoch widersprüchliche Angaben. Auf diesen Plattenspieler konnten bis zu drei Tonarme montiert werden. Die Preise lagen je nach Ausstattung jenseits von 18.000 DM (etwa 9.100 Euro).
In den frühen 1980er-Jahren entwickelte Thorens auf der Basis des EMT-Studiolaufwerks 938 den TD 524. Dieses Gerät war für den Einsatz in Rundfunk und Diskotheken ausgelegt und war mit einem quarzgeregelten Direktantrieb ausgestattet, der den Plattenteller in 0,25 Sekunden auf Nenndrehzahl beschleunigte. Um den Forderungen in Rundfunk- und Tonstudios gerecht zu werden, waren die Laufwerksfunktionen komplett fernsteuerbar. Ein weiterer Plattenspieler aus dieser Zeit war der TD 226, der technisch auf dem TD 126 basierte, jedoch mit zwei Tonarmen ausgestattet werden konnte. Von dem TD 226 wurden nur etwa 600 Exemplare gebaut.
Im Jahre 1983 feierte Thorens das 100-jährige Firmenjubiläum und brachte aus diesem Anlass die Sondermodelle „Centennial“ (Basis TD 126) und „Jubilee“ (Basis TD 147, dieser wiederum abgeleitet vom TD 160) in limitierter Stückzahl auf den Markt. Das Laufwerk „Prestige“ wurde 1983 auf der Berliner Funkausstellung präsentiert.
1984 stellte Thorens mit dem TD 320 eine neue Plattenspielergeneration vor. Bei den neuen Geräten wurden die bisher verwendeten Schraubenfedern des Subchassis durch Blattfedern ersetzt. Um die neue Technik zu demonstrieren, bot Thorens den TD 320 unter dem Namen „Phantasie“ auch mit einem durchsichtigen Plexiglasgehäuse an. Auf der Basis des TD 320 entstand Mitte der 1980er-Jahre der TD 520, der mit Tonarmen bis zu einer Länge von 12 Zoll bestückt werden konnte. Der Tonarm TP 16, eine Entwicklung aus den 1970er Jahren, war in den Versionen Mk II und Mk III wegen seiner geringen bewegten Masse hauptsächlich für MM-Systeme mit hoher Nadelnachgiebigkeit gedacht. Zunächst kam beim TD 320 die massearme Version TP 16 Mk III zum Einsatz, später der mittelschwere TP 16 Mk IV. Im gleichen Zeitraum kam auch der einfacher aufgebaute TD 280 ohne Subchassis auf den Markt. 1988 wurden mit dem „Ambiance“ und dem „Concrete“ Plattenspieler vorgestellt, die durch ihr besonderes Design auffielen. Das kreisförmige Hauptchassis des „Concrete“ bestand aus Beton. Die letzten Neuentwicklungen der 1980er-Jahre waren das direktgetriebene Diskothekenlaufwerk TD 535, dessen Antrieb auf eine Entwicklung von Revox zurückgeht, sowie der TD 2001 / TD 3001. Die Laufwerke TD 320 II und III, TD 2001 und TD 3001 waren von Hause aus mit dem Tonarm TP 90 ausgerüstet. In diesem Tonarm wurde das Konzept des TP 16 weiterentwickelt, allerdings hatte der TP 90 wieder eine höhere effektive Masse und eignet sich daher eher für die härtere (niedrigere) Nadelnachgiebigkeit von MC-Systemen. Weitere Besonderheiten dieses letzten von Thorens entwickelten Tonarms waren eine konstruktionsbedingte Resonanzarmut und der aufwendige Spannzangen-Steckkorb zwischen Headshell und Tonarmrohr. Ab der Baureihe TD 2001 / 3001 waren sogenannte RDC-Komponenten als Zubehör lieferbar, ein neuer resonanz-absorbierender Werkstoff, der sich gut mit der neuen Federung ab der Baureihe TD 320 bewährt hat. Ab etwa 1997 fielen viele Komponenten einer Sparpolitik von Thorens zum Opfer, die trotzdem die Insolvenz von Thorens im Jahr 1999 nicht mehr aufhalten konnte. Unter anderem wurden aus Kostengründen weder der vorher verwendete Motor, noch das Tellerlager so fein selektiert, wie dies früher üblich war. Auch die schwere Tellermatte aus einer speziellen resonanzabsorbierenden Gummimischung wich einer günstigeren Filzmatte.

### Die 1990er Jahre
Während der 1990er-Jahre wurde die Firmenstruktur mehrmals geändert. Anstelle kosten- und zeitintensiver Neuentwicklungen wurden die Plattenspieler hauptsächlich weiterentwickelt. Ab 1993 ließ Thorens einen Teil der Plattenspieler in Polen bauen, zwei Jahre später wurde die Produktion jedoch wieder nach Deutschland verlagert.
1994 präsentierte Thorens erstmals seit den 1970er-Jahren mit der „Consequence“-Baureihe wieder Elektronik-Komponenten. Mit dem Ziel, hochwertige HiFi-Komponenten zu entwickeln, wurde 1995 in Berlin ein neues Entwicklungslabor gegründet. Neben der „Consequence“-Baureihe entstanden noch die Serien „Classic“ (Röhrenverstärker) und „Concreto“ (38-cm-Raster). Ende der 1990er-Jahre hatte Thorens mit der TSP-Baureihe noch einmal kurzzeitig hochwertige Lautsprecher im Programm. Ein Versuch, mit preisgünstigen Plattenspielern neue Käufer zu finden, scheiterte und 1999 musste die Thorens Audio Vertriebs-GmbH Insolvenz anmelden.

### Das 21. Jahrhundert
1999 übernahm die in der Schweiz gegründete Thorens Export Company AG die noch verbliebenen Geschäftstätigkeiten. In den folgenden Monaten kam es zum Streit über die Verwendung der Markenrechte, den die Interthorens Marketing AG für sich entschied. Danach lagen die Namensrechte bei der Thorens Holding AG in Basel. Inhaber der Namensrechte war Heinz Rohrer.

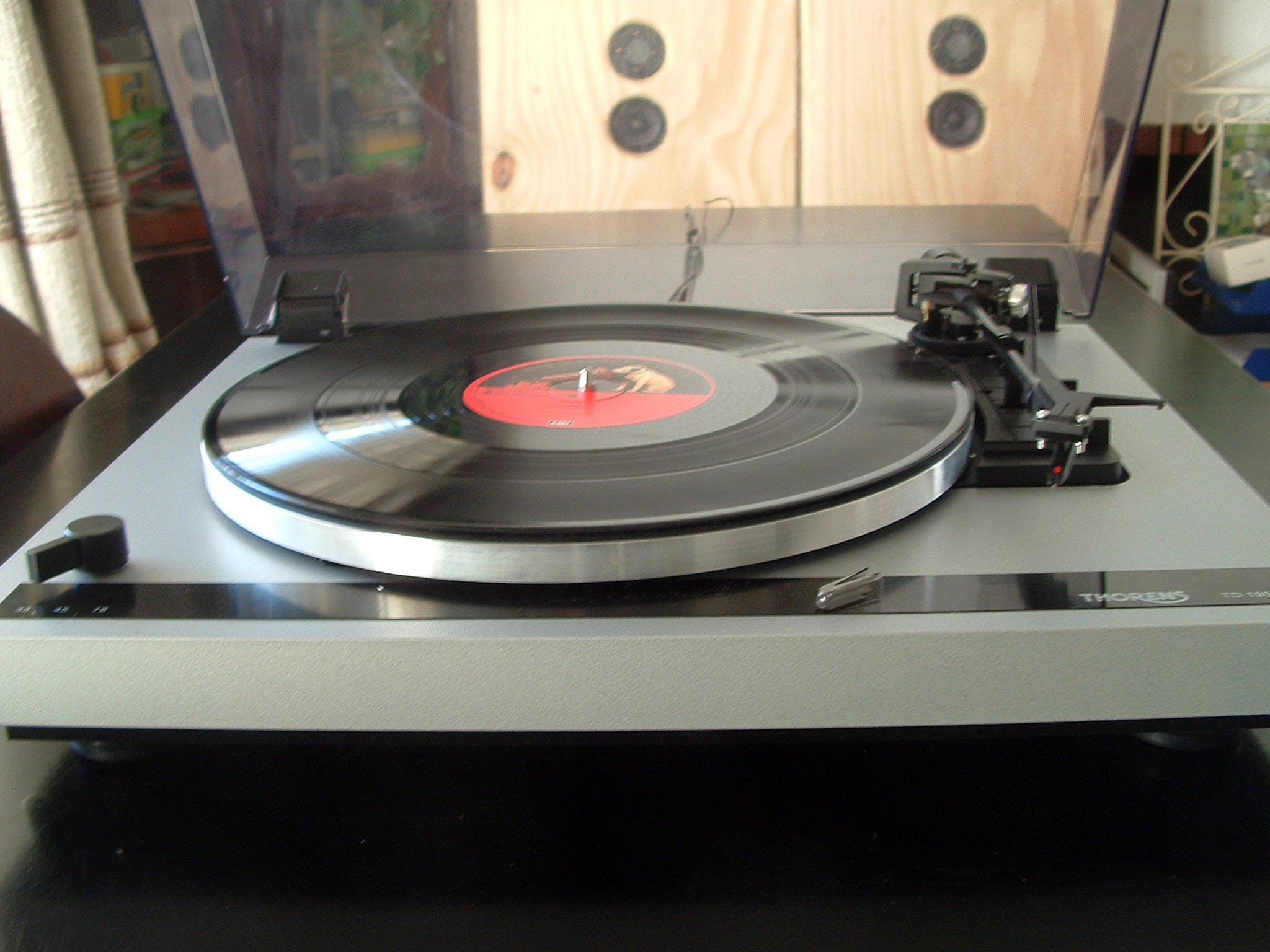
Thorens TD190-1

2003 folgte die Wiedereinführung der Firma Thorens. Anfang 2003 wurden unter anderem auf der Consumer Electronics Show (CES) in Las Vegas unter dem Namen „New Line“ die völlig neuentwickelten Laufwerke der 800er-Serie vorgestellt, die mit der alten Konstruktions-Philosophie nichts mehr gemeinsam haben. Bei den neuen Laufwerken handelt es sich um sogenannte „Masselaufwerke“, deren Kennzeichen eine besonders massive Ausführung und ein relativ hohes Gewicht sind. Anfang 2004 erschienen auf der Basis der 800er-Serie zwei neue Masselaufwerke (TD 2010 und TD 2030) mit durchsichtiger Acrylzarge. Für den Konsumerbereich bietet Thorens die preisgünstigen Plattenspieler TD 170-1, TD 190-1 und TD 240 an.
2005 wurde mit dem TD 350 wieder ein traditionell geprägtes Thorens-Laufwerk mit Subchassis vorgestellt. Das Gerät vereinigt die Vorteile von Subchassis- und Masselaufwerk. Später folgte der TD 550, der auf der gleichen Technik basiert, jedoch mit Tonarmen bis zu einer Länge von 12 Zoll ausgestattet werden kann.
Auf der High End 2005 in München wurden auch die ersten bereits 2002 angekündigten Elektronik-Komponenten vorgestellt: die Mono-Endstufe TEM 3200, der Hochpegel-Vorverstärker TEP 3800 und die Phono-Stufe TEP 302. Für diese Produktlinie wurde Thorens mehrfach von der Fachpresse ausgezeichnet. Sowohl die Entwicklung wie auch die Fertigung der Elektroniklinie und der aktuellen Plattenspieler erfolgt ausschließlich in Deutschland.
Nach dreijähriger Entwicklungsphase führte Thorens den TD 309 ein. Das Laufwerk wurde mit dem EISA Award „best product 2011 / 2012“ ausgezeichnet. 2013 folgten die Modelle TD 206 und TD 209, 2014 schlussendlich die Markteinführung des TD 203 als Einsteigermodell.
Zum 1. Mai 2018 übernahm der frühere Denon- und Elac-Manager Gunter Kürten das Unternehmen von Heinz Rohrer und führte es damit nach Deutschland zurück. Sitz der Thorens GmbH ist Bergisch Gladbach.
2020 stellte er den hochwertigen Subchassis-Plattenspieler TD 1601 vor, der sich äußerlich an den Geräten der 1970er Jahre orientiert; dieser hat ein getrenntes Netzteil mit Ringkerntrafo.
Im gleichen Jahr folgte mit dem Thorens TD 124 DD eine Neuauflage des berühmten Thorens TD 124 samt einem optisch an den BTD 12-S angelehnten Tonarm. Der in Taiwan gebaute TD 124 DD hat einen neuzeitlichen Direktantrieb und ist für den High-End-Markt konzipiert. Er verfügt nicht mehr über die klassischen Konstruktionsmerkmale des historischen Vorbilds – vier Drehzahlen, zweistufiger Antrieb mit Riemen und Reibrad sowie über den zweiteiligen Plattenteller mit Kupplung.
Thorens ist Mitglied in der High End Society e. V., dem Interessenverband für hochwertige Unterhaltungselektronik.

## Bekannte Thorens-Plattenspieler
- TD 124: Viertouriges Studiolaufwerk mit Riemen-/Reibradantrieb und Tellerkupplung für anspruchsvolle HiFi-Anlagen und professionellen Einsatz
- TD 150: erster Thorens-Plattenspieler mit Subchassis. Technisches Vorbild ist der von Mitch A. Cotter entwickelte Schwingchassis-Plattenspieler der US-Firma Acoustic Research
- TD 125: Nachfolger des TD 124 mit elektronisch geregeltem Riemenantrieb
- TD 126: Nachfolger des TD 125 mit diversen Automatikfunktionen
- TD 115: Einfachere Version des semiprofessionellen TD 126
- TD 160: Nachfolger des TD 150, Grundmodell einer ganzen Laufwerksgeneration
- TD 320: erster Thorens-Plattenspieler mit blattgefedertem Subchassis
- TD 520: großes Laufwerk mit blattgefedertem Subchassis für 12-Zoll-Tonarme
- TD 524: semiprofessionelles mit diversen Automatikfunktionen ausgestattetes Laufwerk auf Basis des EMT 938 mit Direktantrieb für Studios und Diskotheken
- TD 2001: weiterentwickelte Version auf der Basis der TD 320-Baureihe
- Phantasie: Designstudie des TD 320 mit durchsichtigem Acrylchassis (zum 100. Firmenjubiläum)[5]
- Concrete: Designstudie mit Betonchassis
- Reference: „Superlaufwerk“, entwickelt als Messplattform und Demonstrationsobjekt
- Prestige: „Superlaufwerk“, entwickelt anlässlich des 100-jährigen Firmenjubiläums
- TD 850: Masselaufwerk, Vertreter der neuen Gerätegeneration[2]
- TD 350: neu entwickelter Plattenspieler mit blattgefedertem Subchassis und außenliegendem Riemenantrieb
- TD 309: modern gestalteter Plattenspieler auf den Subchassisprinzip mit eigenen Thorens Tonarm TP 92 (2010)[6]
- TD 206 / TD 209: Plattenspieler mit neu entwickeltem Thorens-Tonarm TP 90 (nicht zu verwechseln mit dem TP 90, der Ende der 1980er Jahre entwickelt und auf verschiedenen Laufwerken eingesetzt wurde).